# Begonia formosissima
Begonia formosissima là một loài thực vật có hoa trong họ Thu hải đường. Loài này được Sandwith mô tả khoa học đầu tiên năm 1941 publ. 1942.